# Willy-Marie-Fernand Vincke
Willy-Marie-Fernand Vincke (* 6. August 1894 in Bredene; † 3. Mai 1945 im KZ Bergen-Belsen) war ein belgischer römisch-katholischer Geistlicher und Märtyrer.

## Leben
Willy-Marie-Fernand Vincke besuchte Schulen in Ostende und Roeselare und studierte am Priesterseminar Brügge. Nach einer Zeit als Aufseher im Gymnasium Veurne wurde er 1922 zum Priester geweiht. Er wirkte zuerst als Vikar in Knokke (Knokke-Heist), ab 1933 in Zoute, wo er eine Kirche baute und 1934 Pfarrer wurde. Unter der deutschen Besatzung wurde er wegen Begünstigung der Untergrundpresse verhaftet und kam über die Gefängnisse Brügge, Saint-Gilles/Sint-Gillis, Bochum und Essen in das KZ Sachsenhausen und von dort im Februar 1945 in das KZ Bergen-Belsen. Dort starb er Mitte März oder am 3. Mai im Alter von 50 Jahren.